# Acacia adenantheroides
Acacia adenantheroides é uma espécie de leguminosa do gênero Acacia, pertencente à família Fabaceae.